# Накуру (град)
Накуру е град в района на Рифт Вали в Кения. Той е столица на окръг Накуру и е третият по големина град в Кения. Към 2019 г. Накуру има градско население от 570 674 души, което го прави най-големият градски център в Рифтовата долина, наследявайки Елдорет, окръг Уасин Гишу и третият най-голям град по население в Кения. Градът се намира по протежение на магистралата Найроби-Накуру, на 160 km от Найроби. През 2021 г. Накуру вече не е община поради решение на Сената на Кения. Накуру е град от 28 януари 1904 г. Името на града произлиза от хората, говорещи масаи в Кения.

## География
Град Накуру се намира в западната част на страната или по-точно окръг Накуру, Кения. Намира се на 1850 метра надморска височина.

### Климат
Накуру има умерен и субтропичен високопланински климат. Температурите падат значително през нощта, а в периода юни – август се наблюдават температурни амплитуди. Най-топло е през март, а най-хладно е януари.

## Галерия
- Авеню „Кенията“
- Преминаващ през Накуру влак
- Указателна табела в гората Мененгай
- Фламинги на езерото Накуру